# 上深川站
上深川站（日语：／ Kami-Fukawa eki */?）是位於廣島縣廣島市安佐北區上深川町830番，屬於西日本旅客鐵道（JR西日本）的藝備線車站。

## 歷史
- 1929年（昭和4年）3月20日 - 藝備鐵道（日语：芸備鉄道）上深川站啟用。
- 1937年（昭和12年）7月1日 - 藝備鐵道被國有化，備中神代站至廣島站之間成為藝備線。此站成為藝備線車站。
- 1941年（昭和16年）8月10日 - 車站暫停營業。
- 1948年（昭和23年）8月10日 - 車站重開[1]。
- 1971年（昭和46年）12月20日 - 成為無人車站（簡易委託）。[2]
- 1987年（昭和62年）4月1日 - 伴隨國鐵分割民營化，車站由西日本旅客鐵道（JR西日本）營運。
- 2007年（平成19年）
  - 8月 - 設置供ICOCA使用的IC卡專用機。
  - 9月1日 - 此站可以使用IC卡「ICOCA」。

## 車站構造
本站是地面車站，設有1面1線的單式月台，往廣島方向的列車會開啟右邊車門。此站沒有設置站房，車站出入口直接連接月台。在月台設有候車室。此站是由廣島站管理的無人車站。站內設有自動售票機和直立式IC卡閘機。廁位位於閘口外，為男女共用濕廁。此站往三次方向的列車中，當離開車站後會進入抱岩隧道（124m）。本站在JR特定都區市內制度中屬於「廣島市內」的車站，此站可使用ICOCA。

## 車站周邊
- 廣島市立狩小川小學（日语：広島市立狩小川小学校）
- 高陽汽車學校
- 椎村山
- 中山
- 鍋土峠
- 廣島市立福木小學
- 廣島市立福木中學
- 廣島市森林公園
- 山陽自動車道 - 廣島東交匯處（日语：広島東インターチェンジ）
- 廣交觀光（日语：広交観光） 廣島巴士（日语：広島バス）

## 使用狀況
根據「廣島市統計書」和「廣島市勢要覧」，以下為使用人次。
| 年度               | 1日平均 乘車人次 | 1年總 乘車人次 | 定期票 人次 | 普通票 人次 |
| ------------------ | ---------------- | -------------- | ----------- | ----------- |
| 1968年（昭和43年） | 342.3            | 249,912        | 208,376     | 41,536      |
| 1969年（昭和44年） | 321.5            | 234,671        | 193,618     | 41,053      |
| 1970年（昭和45年） | 309.5            | 225,923        | 181,086     | 44,837      |
| 1971年（昭和46年） | 297.8            | 217,982        | 174,658     | 43,324      |
| 1972年（昭和47年） | 280.9            | 205,065        | 166,910     | 38,155      |
| 1973年（昭和48年） | 284.3            | 207,514        | 166,902     | 40,612      |
| 1974年（昭和49年） | 284.3            | 207,506        | 165,616     | 41,890      |
| 1975年（昭和50年） | 277.0            | 202,734        | 152,726     | 50,008      |
| 1976年（昭和51年） | 313.6            | 228,963        | 161,860     | 67,103      |
| 1977年（昭和52年） | 293.9            | 214,540        | 147,290     | 67,250      |
| 1978年（昭和53年） | 255.5            | 186,494        | 146,308     | 40,186      |

| 年度                | 1日平均 乘車人次 |
| ------------------- | ---------------- |
| 1979年（昭和54年）  | 262              |
| 1980年（昭和55年）  | 253              |
| 1981年（昭和56年）  | 245              |
| 1982年（昭和57年）  | 221              |
| 1983年（昭和58年）  | 219              |
| 1984年（昭和59年）  | 214              |
| 1985年（昭和60年）  | 219              |
| 1986年（昭和61年）  | 242              |
| 1987年（昭和62年）  | 292              |
| 1988年（昭和63年）  | 319              |
| 1989年（平成 元年） | 340              |
| 1990年（平成02年）  | 367              |
| 1991年（平成03年）  | 368              |
| 1992年（平成04年）  | 353              |
| 1993年（平成05年）  | 357              |
| 1994年（平成06年）  | 351              |
| 1995年（平成07年）  | 325              |
| 1996年（平成08年）  | 317              |
| 1997年（平成09年）  | 320              |
| 1998年（平成10年）  | 344              |
| 1999年（平成11年）  | 399              |
| 2000年（平成12年）  | 390              |
| 2001年（平成13年）  | 367              |
| 2002年（平成14年）  | 367              |
| 2003年（平成15年）  | 360              |
| 2004年（平成16年）  | 368              |
| 2005年（平成17年）  | 369              |
| 2006年（平成18年）  | 372              |
| 2007年（平成19年）  | 365              |
| 2008年（平成20年）  | 366              |
| 2009年（平成21年）  | 352              |
| 2010年（平成22年）  | 331              |
| 2011年（平成23年）  | 338              |
| 2012年（平成24年）  | 341              |
| 2013年（平成25年）  | 331              |
| 2014年（平成26年）  | 328              |
| 2015年（平成27年）  | 349              |
| 2016年（平成28年）  | 353              |
| 2017年（平成29年）  | 339              |
| 2018年（平成30年）  | 294              |

乘車人次圖表

## 相鄰車站
西日本旅客鐵道（JR西日本）
 藝備線
■快速「三次快車」
通過
■普通
狩留家（JR-P09）－上深川（JR-P08）－中深川（JR-P07）

## 注腳
1. ↑  「運輸省告示第219号」『官報』1948年8月9日（國立國會圖書館數碼化收藏）
2. ↑  日本國有鐵道公示S46.12.20公492

## 外部連結
- 上深川｜車站資訊：JR出門網 - 西日本旅客鐵道（日語）